# 三浦精
三浦 精（みうら せい、1932年2月15日 - 2022年3月11日）は、日本の工学者。専門は、機械材料・材料力学。学位は、工学博士（京都大学・論文博士・1966年）（学位論文「Production of lattice defects by plastic deformation in FCC metals 」）。京都大学名誉教授。大阪府出身。

## 研究・講演実績
- TOTOの中村等が開発した超塑性鍛造が可能な高強度・高耐食性のスズ（Sn）を添加した黄銅合金について、これに形状記憶機能と超弾性を追加することに成功している(形状記憶合金）。
- 2003年の広島大学における日本材料学会の結晶塑性学についてのセミナーでは「新しい超塑性鍛造形状記憶合金の開発」について講演した。
- 2005年の社団法人・自動車技術会の秋季大会で「新しい超塑性鍛造銅合金の開発」について講演した。
- TOTOと「超塑性・形状記憶銅合金EESメタルの開発とそれを用いた特殊鍛造加工法の開発」について技術アドバイスを行った。
- 2006年10月崇城大学退官記念のシンポジウムでは「結晶塑性と材料強度の物理冶金学」について講演した。

## その他活動実績
- 第3代、第5代　京都大学体育会アイスホッケー部長（1963年4月から1968年3月、1979年5月から1995年3月）

## 履歴
- 1950年 大阪府立高津高等学校卒業
- 1954年 京都大学工学部卒業
- 1956年 京都大学大学院工学研究科（冶金学）修士修了
- 1959年 - 1961年 京都大学工学研究所 助手
- 1961年 - 1968年 京都大学工学部 助教授
- 1966年 - 京都大学より工学博士の学位を取得、学位論文の題は「Production of lattice defects by plastic deformation in FCC metals 」[3]。
- 1968年 - 1979年 同志社大学工学部 教授
- 1979年 - 1995年 京都大学工学部 教授
- 1997年 - 2000年 熊本工業大学 教授
- 2000年 - 2006年 崇城大学工学部　教授

## 受賞歴
- 1974年 日本金属学会功績賞
- 1981年 日本材料学会論文賞
- 2001年 日本銅センター賞(社団法人日本銅センター)
- 2002年 日本機械学会賞
- 2002年 日本材料学会技術賞

## 所属学会
- 日本金属学会（評議員、1985年 - 1987年・1989年 - 1981年・1993年 - 1995年）
- 日本材料学会（理事、1972年 - 1976年 / 編集委員長、1974年 - 1976年）
- The Minerals,Metals & Materials Society (TMS)
- 日本機械学会
- 軽金属学会
- 日本塑性加工学会